# Drymusa dinora
Espèce
Drymusa dinora est une espèce d'araignées aranéomorphes de la famille des Drymusidae.

## Distribution
Cette espèce est endémique de la province de Puntarenas au Costa Rica. Elle se rencontre dans la péninsule d'Osa.

## Description
La femelle holotype mesure 4,1 mm et le mâle paratype 3,8 mm.

## Systématique et taxinomie
Cette espèce a été décrite par Valerio en 1971.

## Étymologie
Cette espèce est nommée en l'honneur de Dinora, l'épouse de Carlos E. Valerio.

## Publication originale
- Valerio, 1971 : « The spider genus Drymusa in the New World (Araneae: Scytodidae). » The Florida Entomologist, vol. 54, no 2, p. 193-200.